# ヤマハ・YZF-R15
YZF-R15（ワイゼットエフ アールワンファイブ）は、ヤマハ発動機がインド及びインドネシアにおいて生産発売しているオートバイである。2023年10月16日より日本国内においても、正規販売が開始された。（国内モデルはインドネシア生産）

## 概要
YZF-R15は2008年に発表された。ヤマハ発動機がインド市場においてスポーツモデルの定着を狙って開発した車両で、製造は現地法人のインドヤマハモーター（I.Y.M）が行っている。
外見は欧州で生産されているYZF-R125に近似しているが、車体の細部やマフラーなど部品の装飾を簡素化することでコストを抑えており、販売価格はYZF-R125と比べて日本円で10万円ほど安くなっている。
2011年のモデルチェンジで足回りの改善とデザインの修正が行われたが、このモデルは2012年に『インディアデザインマーク』という現地のデザイン賞を受賞している。
日本でもオートバイショップにより並行輸入の車両が販売されていたが、2012年7月25日よりヤマハの系列販売店であるYSPにおいてYZF-R15が発売された。ただし型式認定による国内正規車両ではなく輸入車としての販売となる。